# Saint-Pardoux-Morterolles
Saint-Pardoux-Morterolles è un comune francese di 221 abitanti situato nel dipartimento della Creuse nella regione della Nuova Aquitania.

## Società

### Evoluzione demografica
Abitanti censiti